# Mathieu-Bernard Goudin
Mathieu-Bernard Goudin, né à Paris le 14 janvier 1734, où il est mort en mai 1817, est un magistrat, mathématicien et astronome français.

## Biographie
Goudin occupa différentes places à la Cour des aides, au  Grand Conseil et au Parlement, places dont il fut privé par suite de la Révolution. Camarade de collège avec Dionis du Séjour, après la mort de ce savant mathématicien, avec qui il était lié d’une amitié intime, il se retira dans son château.
On a de lui et en commun avec Dionis, le Traité des courbes algébriques, les Recherches sur la gnomonique, etc.,
Son Traité des propriétés communes à toutes les courbes, suivi d’un mémoire des éclipses du soleil, qui avait déjà paru en 1761 et fut réimprimé en 1788 et 1799, où il détermine les circonstances de la grande éclipse de 1747.
Il a effectué des ajouts à l’article « calcul astronomique » de Lalande pour le Supplément à l'Encyclopédie.
Les ouvrages de Goudin ont été publiés sous le titre d’Œuvres de Goudin, Paris, 1799, in-4°.